# 根崎光男
根崎 光男（ねさき みつお、1954年2月26日 - ）は、日本の日本史学者。法政大学教授。
茨城県行方郡玉造町（現行方市）生まれ。1977年法政大学文学部史学科卒、1983年同大学院人文科学研究科博士後期課程満期退学。1985年練馬区立美術館学芸員、主任学芸員、1997年法政大学第二教養部助教授、1999年人間環境学部助教授、2001年教授、人間環境学部・環境マネジメント研究科（公共政策研究科）教授。2006年「江戸幕府放鷹制度に関する研究」で法政大博士（歴史学）。江戸時代の鷹について研究する。

## 著書
- 『将軍の鷹狩り』同成社 1999
- 『生類憐みの世界』同成社 2006
- 『江戸幕府放鷹制度の研究』吉川弘文館 2008
- 『「環境」都市の真実 江戸の空になぜ鶴は飛んでいたのか』講談社+α新書 2008
- 『犬と鷹の江戸時代 〈犬公方〉綱吉と〈鷹将軍〉吉宗』吉川弘文館 歴史文化ライブラリー 2016

### 編共著
- 『日本近世環境史料演習』編 同成社 2006
- 『鷹場史料の読み方・調べ方』村上直共著 雄山閣出版 古文書入門叢書 1985

## 論文
- 根崎光男「生類憐み政策の成立に関する一考察:近世日本の動物保護思想との関連で」『人間環境論集』第5巻第1号、法政大学人間環境学会、2005年3月、1-18頁、doi:10.15002/00002881、ISSN 1345-3785、NAID 110005943883。
- 根崎光男「綱吉政権初期の鷹政策」『法政大学教養部紀要』第107号、法政大学教養部、1998年6月、117-145頁、doi:10.15002/00003612、ISSN 02882388、NAID 120001158014。
- 根崎光男「生類憐み政策下における放鷹制度の変容過程」『人間環境論集』第1巻第1号、法政大学人間環境学会、2000年3月、1-14頁、doi:10.15002/00002865、ISSN 1345-3785、NAID 110005943840。
- 根崎光男「近世農民の害鳥獣駆除と鳥獣観」『人間環境論集』第1巻第2号、法政大学人間環境学会、2001年3月、1-12頁、doi:10.15002/00002870、ISSN 1345-3785、NAID 110005943848。
- 根崎光男「近世日本における鳥類保護と江戸周辺農村」『人間環境論集』第4巻第1号、法政大学人間環境学会、2004年2月、17-34頁、doi:10.15002/00002880、ISSN 1345-3785、NAID 110005943875。
- 根崎光男「江戸の下肥流通と屎尿観」『人間環境論集』第9巻第1号、法政大学人間環境学会、2008年11月、1-21頁、doi:10.15002/00006150、ISSN 1345-3785、NAID 120002142851。
- 根崎光男「安政期における目黒砲薬製造所の建設と地域社会」『人間環境論集』第19巻第1号、法政大学人間環境学会、2018年12月、218-187頁、doi:10.15002/00021908、ISSN 1345-3785、NAID 120006652629。
- 根崎光男「徳川御殿の時期区分試論 : 将軍の鷹狩りを中心に」『人間環境論集』第21巻第1号、法政大学人間環境学会、2020年10月、236-203頁、doi:10.15002/00023622、ISSN 1345-3785、NAID 120006953004。